# Ѝ
Ѝ、ѝは、И にグレイヴ・アクセント（ ` ）を付けたキリル文字である。ブルガリア語、マケドニア語で使われる。
現代ブルガリア語およびマケドニア語では、人称代名詞・3人称単数女性の与格短形 ѝ「彼女に」を接続詞 и「～と」から区別するために用いられる。
Microsoft Windows XPの標準フォントにはこの文字が含まれていなかったが、2007年にブルガリアがEUに参加するにあたって、この文字を追加したフォントアップデートを公開した。Vista以降は標準で対応している。

## 符号位置
| 大文字 | Unicode | JIS X 0213 | 文字参照        | 小文字 | Unicode | JIS X 0213 | 文字参照        | 備考 |
| ------ | ------- | ---------- | --------------- | ------ | ------- | ---------- | --------------- | ---- |
| Ѝ      | U+040D  | ‐          | &#x40D; &#1037; | ѝ      | U+045D  | ‐          | &#x45D; &#1117; |      |